# Lutomek
Lutomek (pol. hist. "Lutom Mały") – wieś w Polsce, położona w województwie wielkopolskim, w powiecie międzychodzkim, w gminie Sieraków. Położona około 9 km od Sierakowa.
W latach 1975–1998 wieś administracyjnie należała do województwa poznańskiego.

## Integralne części wsi
| SIMC    | Nazwa  | Rodzaj |
| ------- | ------ | ------ |
| 0594330 | Sośnia | osada  |

## Historia
Miejscowość pierwotnie związana była z Wielkopolską. Ma metrykę średniowieczną i istnieje co najmniej od początku XV wieku. Wymieniona w łacińskim dokumencie z 1417 „Lutom Parva”, 1425 „Minor Lutomye”, 1428 „Minor Luthom”, 1435 „Parva Luthomye, Minus Luthome”, 1447 „Vtraque Luthomye, Luthomye Minor”, 1449 „Parwa Luthomye”, 1496 „Minus Luthomye”, 1499 „Minus Lutomye”, 1501 „Luthomya Minus”, 1563 „Liutomie Minus”, 1577 „Lutomie Małe”, 1603 „Luthomie Małe””.
Miejscowość była wsią szlachecką należącą do szlachty wielkopolskiej z rodu Lutomskich, którzy od nazwy wsi Lutom oraz Lutomek przyjęli odmiejscowe nazwisko, a później należała także do Bylęckich, Sławieńskich, Kwileckich, Kaczlińskich, Kłodzińskich. W 1446 wieś leżała w powiecie poznańskim Korony Królestwa Polskiego. W 1580 należała do parafii Lutom.
W latach 1417-1428 jako pierwszy właściciel we wsi odnotowany został Przecław z Lutomia i Lutomka. W latach 1434-1449 dziedzicami byli bracia Jan oraz Bodzęta Lutomscy. W 1446 Piotr z Popowa zapisał swojej żonie Dorocie po 60 grzywien posagu oraz wiana na połowie części z działów braterskich oraz na zastawie w Lutomku. W 1466 wsie Lutom i Lutomek posiadali na zasadzie niedziału synowie Jana Lutomskiego bracia Mikołaj, Marcin i Jakub Lutomscy.
W latach 1496-1517 dziedzicami w Lutomku, Lutomiu i Rokoszynie byli Jadwiga, Michał oraz Jan Lutomscy dzieci zmarłego Wawrzyńca Przesieckiego z Przesieki w powiecie gnieźnieńskim (obecnie Przysieka). W 1499 Jan Lutomski sprzedał z zastrzeżeniem prawa wykupu Mikołajowi Sławieńskiemu 4 łany osiadłe w Lutomku za 30 grzywien oraz kopę półgroszy.
W 1504 Jan Lutomski sprzedał z zastrzeżeniem prawa wykupu Marcinowi Kwileckiemu 6 łanów osiadłych, jeden łan opuszczony, jeden łan z zagrodnikiem osiadłym w Lutomku oraz wszystkie łąki należące do folwarku, łąkę w Rokszynie, grunty przy nieokreślonym obiekcie zwanym „Błędno” w Lutomku za kwotę 40 grzywien oraz 42 złotych węgierskich z zastrzeżeniem, że nabywca ma przejąć czynsze ciążące na tych łanach na rzecz instytucji kościelnych. W 1517 Zofia Borzejewska zeznała przed sądem, że jej mąż Jan Lutomski zaspokoił jej roszczenia do 100 grzywien oraz 100 złotych węgierskich jej posagu oraz wiana, zapisanego na części w Rokszynie oraz na polowie czynszów w Lutomku.
W 1501 Mikołaj Sławieński sprzedał z zastrzeżeniem prawa wykupu Mikołajowi Kaczlińskiemu 4 łany osiadłe w Lutomku za 30 grzywien oraz kopę półgroszy. W latach 1538-1547 jako właściciele we wsi posiadający tam majątek na zasadzie niedziału odnotowani zostali Aleksander i Jan Bylęccy.
Historyczne dokumenty imiennie odnotowały również zwykłych mieszkańców wsi. W 1501 na 4 łanach osiadłych w Lutomku osiadli kmiecie: Jan Ptak, Narajek, Paweł, Andrzej Świątek, którzy płacili po 3 wiardunki czynszu rocznego, po połowie kopy jaj, po dwa kapłony oraz 4 koguty. W 1504 na 6 łanach osiadłych w Lutomku osiadli kmiecie: Jakub Narajek, Maciek, Świątek, Maciek Franga, Jan Waniek, „Atuando” Andrzej oraz zagrodnik Jan Goły.
Miejscowość odnotowano również w historycznych rejestrach poborowych. W 1508 pobór podatkowy z Lutomka zapłacono z części Jana Lutomskiego od 4 łanów, 6 groszy od karczmy, z części należącej do Jakuba Lutomskiego od 6 łanów. W 1563 miał miejsce pobór od 10 łanów oraz od karczmy dorocznej. W 1577 Stanisław Kłodziński zapłacił pobór ze swojej majętności we wsi. W 1580 zapłacił on od 9 łanów, 5 zagrodników, 4 komorników, 10 owiec, pasterza, krawca. W 1581 pobór podatkowy z majętności we wsi zapłacił Stanisław Kłodziński, a w latach 1582-1583 Elżbieta Kłodzińska.
Do czasu rozbiorów leżała w Rzeczypospolitej Obojga Narodów. Wskutek II rozbioru Polski w 1793, miejscowość przeszła pod władanie Prus i jak cała Wielkopolska znalazła się w zaborze pruskim. W okresie Wielkiego Księstwa Poznańskiego (1815-1848) miejscowość należała do wsi większych w ówczesnym pruskim powiecie Międzyrzecz w rejencji poznańskiej. Lutomek należał do okręgu kwileckiego tego powiatu i stanowił część majątku Kwilcz, którego właścicielem był wówczas Arseni Kwilecki. Według spisu urzędowego z 1837 roku wieś liczyła 223 mieszkańców, którzy zamieszkiwali 16 dymów (domostw).
Folwark Lutomek w XIX wieku i w 1 poł. XX stanowił własność Kwileckich z Kwilcza. W okresie międzywojennym oddany był w dzierżawę. Od początku XX wieku do 1939 roku dzierżawcami majątku w Lutomku byli Kapelscy. Po 1945 roku przeszedł w ręce państwa. Po II wojnie światowej należał do Stada Ogierów w Sierakowie, następnie do PGR-u i Kombinatu w Kwilczu. Dwór został zbudowany w 4 ćw. XIX wieku.

## Demografia
Według danych Urzędu Gminy w Sierakowie, na dzień 1 października 2010 r. sołectwo Lutomek zamieszkiwało 159 osób. Powierzchnia wsi wynosi 9,30 km², co daje średnią gęstość zaludnienia rzędu 17,1 os. na km² w 2010 r.
| rok     | 1970 | 1978 | 1998 | 1999 | 2009 | 2010 |
| ------- | ---- | ---- | ---- | ---- | ---- | ---- |
| Ludność | 273  | 247  | 197  | 182  | 156  | 159  |

## Urodzeni w Lutomku
- Konrad Bogacki (ur. 1908) –  major łączności Armii Krajowej, kawaler Orderu Virtuti Militari
- Bartłomiej Piszczygłowa (1887–1942) – ksiądz, proboszcz odolanowski, dziekan dekanatu Ostrów Wielkopolski
- Stanisław Skrzypczak (1900–1920) – szeregowiec Wojska Polskiego, kawaler Orderu Virtuti Militari